# Bep Thomas
Albert Thomas dit Bep Thomas est un arbitre néerlandais de football né le 7 octobre 1938 à Amsterdam.

## Carrière
Il a officié dans une compétition majeure :
- Euro 1988 (1 match)